# Odorrana lungshengensis
Espèce
Synonymes
- Rana lungshengensis Liu & Hu, 1962

Statut de conservation UICN

 NT  : Quasi menacé
Odorrana lungshengensis est une espèce d'amphibiens de la famille des Ranidae.

## Répartition
Cette espèce est endémique du Sud-Est de la République populaire de Chine. Elle se rencontre entre 900 et 1 500 m d'altitude, :
- dans le sud de la province du Hunan ;
- dans l'est de la province du Guizhou ;
- dans le nord de la région autonome du Guangxi.

## Étymologie
Son nom d'espèce, composé de lungsheng et du suffixe latin -ensis, « qui vit dans, qui habite », lui a été donné en référence au lieu de sa découverte, le xian de Longsheng au Guangxi.

## Publication originale
- Liu & Hu, 1962 : A herpetological report of Kwangsi. Acta Zoologica Sinica, Beijing, vol. 14 (Supplement), p. 73-104.